# Leandra krugiana
Leandra krugiana är en tvåhjärtbladig växtart som först beskrevs av Célestin Alfred Cogniaux, och fick sitt nu gällande namn av Walter Stephen Judd och James Dan Skean. Leandra krugiana ingår i släktet Leandra och familjen Melastomataceae. Inga underarter finns listade i Catalogue of Life.